# Daisuke Nakamori
Daisuke Nakamori (中森 大介 Nakamori Daisuke?,  nacido el 10 de julio de 1974 en Kanagawa) es un exfutbolista japonés. Jugaba de centrocampista y su último club fue el Sagawa Printing de Japón.

## Trayectoria

### Clubes
| Club              | País  | Año         |
| ----------------- | ----- | ----------- |
| Montedio Yamagata | Japón | 1997 - 2000 |
| Jatco TT          | Japón | 2001        |
| Sagawa Printing   | Japón | 2002 - 2008 |